# Utufua
Utufua est une localité française, qui n'a pas le statut de commune mais le statut de village, de Wallis-et-Futuna, dans le district de Mu'a, au sud de l'île de Wallis.

## Géographie

### Îles et îlots
- Faioa, appartient à la fois à Utufua et à Mala'efo'ou.

## Urbanisme

### Hameaux, lieux-dits et écarts
À Wallis, les villages sont divisés en plusieurs sections (des « classes », kalasi) qui se complètent ou se relaient dans toutes les entreprises collectives et pour l’organisation des cérémonies. Parmi ces kalasi se trouvent des zones résidentielles nommées api.

#### Api
Fale'moa, Tala’amoa, Matala‘a.

## Politique et administration

### Liste des chefs de village (eva)
| Période                                  | Période  | Identité            | Étiquette | Qualité |
| ---------------------------------------- | -------- | ------------------- | --------- | ------- |
| Les données manquantes sont à compléter. |          |                     |           |         |
| 2013                                     | 2015     | Napoleone Mafutuna  |           |         |
| 5 mars 2016                              | 2019     | Amato Paagalua      |           |         |
| 2019                                     | 2021     | Polikalepo Mata'ila |           |         |
| 30 juin 2021                             | ?        | Amato Paagalua      |           |         |
| ?                                        | En cours | Jean-Claude Tofili  |           |         |

## Population et société

### Démographie
Le village de Utufua compte une population de 602 habitants en 2018.